# Shobdon
Shobdon – wieś w Anglii, w hrabstwie Herefordshire. Leży 25 km na północny zachód od miasta Hereford i 207 km na północny zachód od Londynu. Miejscowość liczy 769 mieszkańców.